# Beta Phoenicis
Désignations
Beta Phoenicis (β Phe / β Phe) est une étoile binaire de 3e magnitude de la constellation du Phénix, située à environ 200 années-lumière de la Terre.
Ses composantes sont toutes deux des géantes jaunes de type spectral G8III.